# 自由橋
座標: 北緯47度29分09秒 東経19度03分18秒 / 北緯47.48583度 東経19.05500度

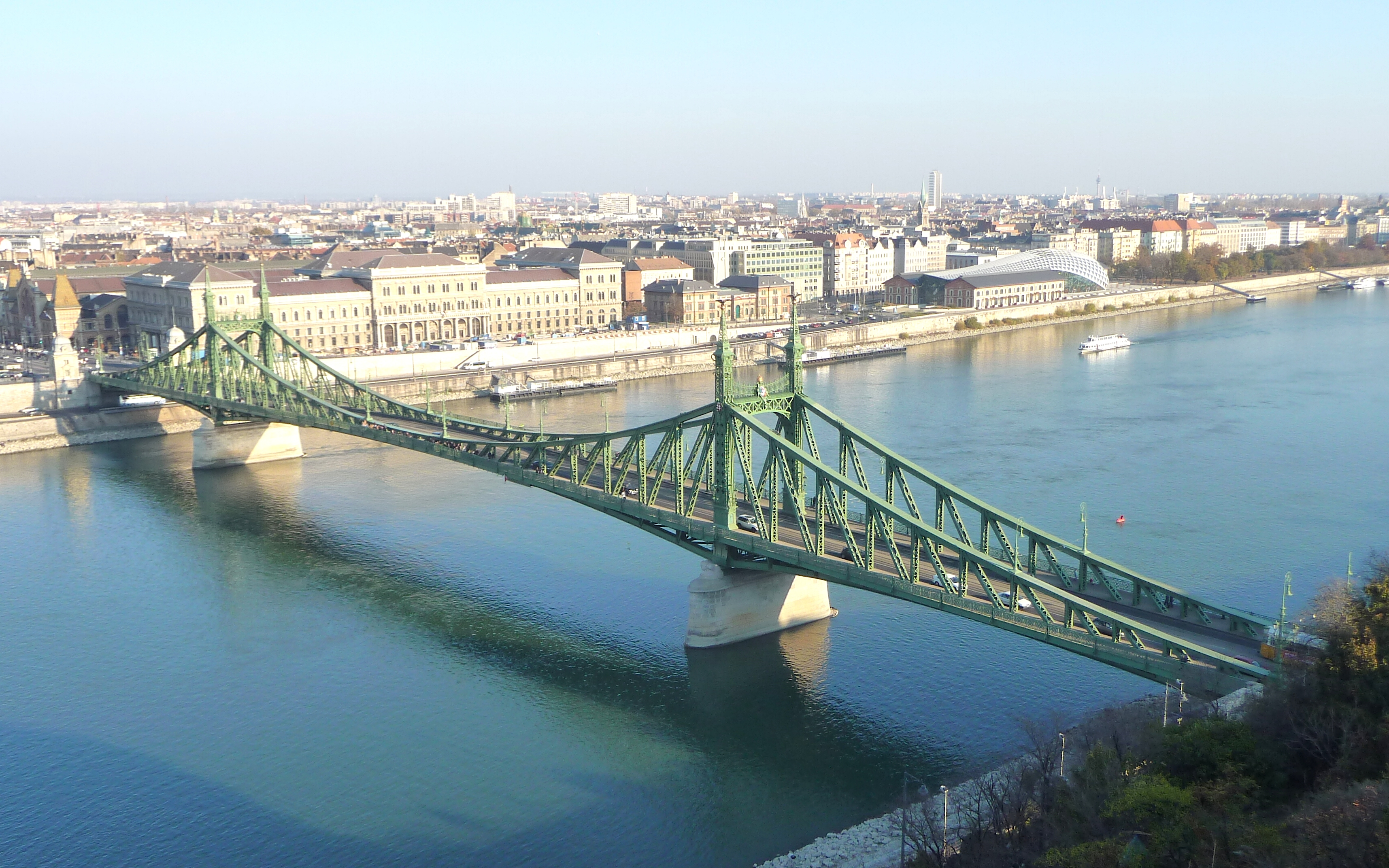
自由橋のビュー

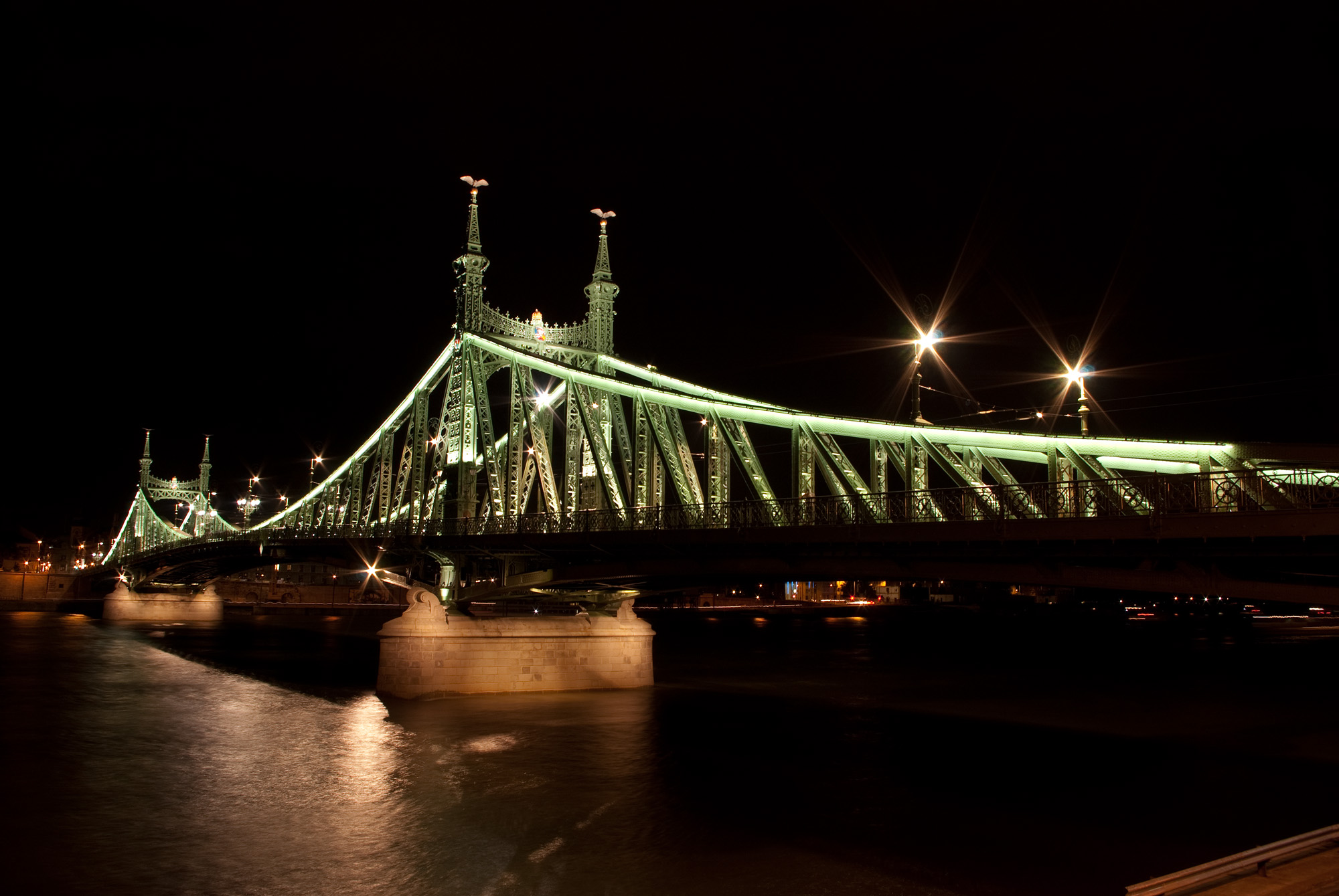
改修後

自由橋（じゆうばし）またはサバッチャーグ橋（洪:Szabadság híd [ˈsɒbɒtt͡ʃɑ̈ːkhiːd]）とはハンガリーブダペストにありブダ地区とペシュト地区とを結ぶドナウ川にかかる橋である。この橋はブダペストにかかる公用の道路橋としては南から三番目にあり、ベルヴァーロシュ（ペシュトの中心街）の南端に位置している。
ハンガリー語の szabadság [ˈsɒbɒtt͡ʃɑ̈ːɡ]（サバッチャーグ）は「自由」、híd [ˈhiːd]（ヒード）は「橋」の意。ただしSzabadság híd と表記すると、szabadság の語末の有声子音の g が続く híd の無声子音に同化して無声化するため、実際の発音は「サバッチャークヒード」[ˈsɒbɒtt͡ʃɑ̈ːkhiːd] となる。
旧称「フェレンツ・ヨージェフ橋」(Ferencz József híd [ˈfɛrɛnt͡sˌjoːʒɛfhiːd])、「フェレンツ・ヨージェフ鎖橋」 (Ferencz József lánchíd [ˈfɛrɛnt͡sˌjoːʒɛflɑ̈ːnt͡shiːd])、「フェーヴァーム広場橋」(Fővám téri híd) [ˈføːvɑ̈ːmte̝ːriˌhiːd]。

## 概要
自由橋の長さは333.6 mで、幅は20.1 mであり、4つの橋脚の上にはハンガリー神話に出てくるトゥルルがあしらわれている。また、橋の両端はゲッレールト山の麓にあるゲッレールト広場とブダペシュト・コルヴィヌス大学の近くにあるフェーヴァーム広場となっている。

## 歴史

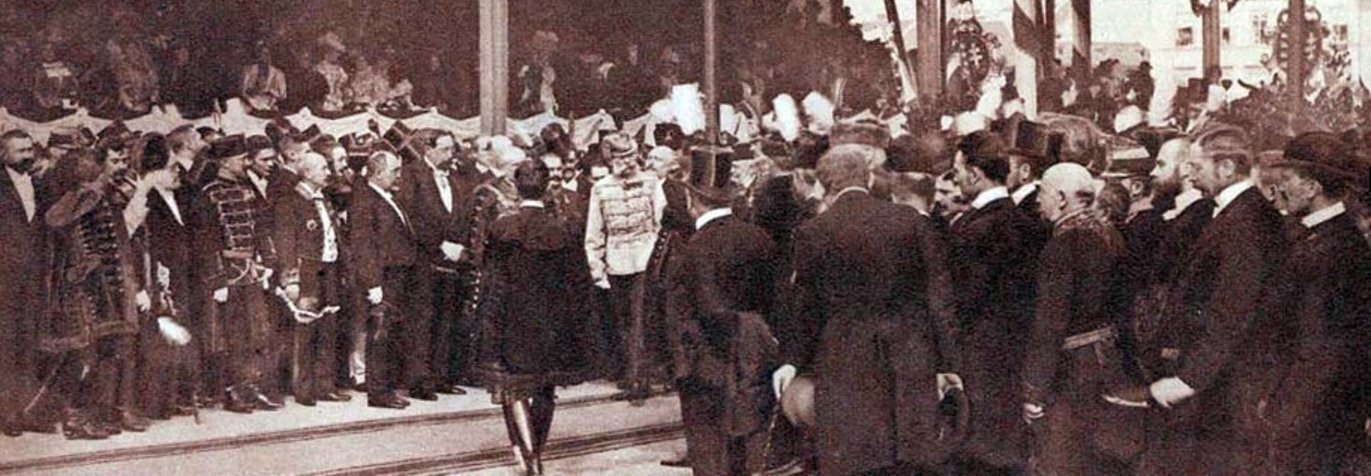
1896年8月4日、式典のためにやって来た国王フェレンツ・ヨージェフ1世

橋は1894年から1896年にフェケテハージ・ヤーノシュの計画によって作られた。しかし、完成した橋は計画していた橋と大きく異なる物であり、当時好まれた幾何学的な橋の構造である鎖橋を模した物であった。そして、この橋は1896年8月4日にハンガリー国王フェレンツ・ヨージェフ1世（オーストリア皇帝フランツ・ヨーゼフ1世）によってペシュト側の橋台部分のリベットが打ちこまれて竣工され、フェレンツ・ヨージェフ橋と命名された。
|                                                            |  |
| オーストリア＝ハンガリー帝国時代のフェレンツ・ヨージェフ橋 |  |

フェレンツ・ヨージェフ橋は1945年1月16日のラッシュアワー時にブダペストから撤収するドイツ軍が無警告で爆破し、崩壊した。橋の掛け替え工事は1946年春に開始され、1946年7月12日に竣工した。